# Hans-Jürgen Klinker
Hans-Jürgen Klinker (* 13. Januar 1921 in Uelsby (Kreis Schleswig); † 1. August 1988 in Hamburg) war ein deutscher Diplom-Landwirt, Bauernfunktionär und Politiker (CDU).

## Leben und Beruf
Nach dem Besuch der Oberrealschule ließ sich Klinker an der Höheren Landbauschule zum Agraringenieur ausbilden und machte sich als Landwirt selbständig. Klinker war Präsident des Landesbauernverbandes Schleswig-Holstein und ab 1982 Vizepräsident des Deutschen Bauernverbandes. Außerdem war er Aufsichtsratsvorsitzender der Centralen Marketinggesellschaft der deutschen Agrarwirtschaft (CMA) und Vorstandsvorsitzender der Butter- und Eier-Zentrale Nordmark eG in Hamburg, Aufsichtsratsvorsitzender der Schleswig-Holsteinischen Zucker AG und der Nordfleisch AG Hamburg.
Klinker war ledig, evangelisch und lebte in Uelsby.

## Abgeordneter
Klinker rückte am 1. November 1948 für den verstorbenen Abgeordneten Hans Bundtzen in den Landtag von Schleswig-Holstein nach und war anschließend bis zur Niederlegung seines Mandates am 9. Januar 1963 Mitglied des Landtages. Dort war er von 1954 bis 1963 Vorsitzender des Ausschusses für Ernährung, Landwirtschaft und Forsten und gehörte von 1958 bis 1962 auch als Beisitzer dem Vorstand der CDU-Landtagsfraktion an.
Klinker ist 1948 über die Landesliste, 1950 als direkt gewählter Abgeordneter des Wahlkreises Schleswig-Ost und danach stets als direkt gewählter Abgeordneter des Wahlkreises Südangeln-Schwansen in den Landtag eingezogen.
Am 10. Dezember 1962 rückte er für den ausgeschiedenen Abgeordneten Ernst Engelbrecht-Greve in den Bundestag nach und war anschließend bis 1972 sowie erneut von 1976 bis 1980 Mitglied des Deutschen Bundestages. In dieser Zeit gehörte er als deutscher Vertreter vom 14. Dezember 1962 bis zum 14. Februar 1973 und vom 19. Januar 1977 bis zum 16. Juli 1979 dem Europäischen Parlament an.
Hans-Jürgen Klinker ist 1962 und 1976 über die Landesliste Schleswig-Holstein und sonst als direkt gewählter Abgeordneter des Wahlkreises Segeberg – Eutin in den Bundestag eingezogen.